# 安格斯·沃德尔
安格斯·沃德尔（英語：Angus Waddell，1964年7月25日—），澳大利亚男子游泳、田径运动员。他曾代表澳大利亚参加1982年和1990年英联邦运动会，获得一枚银牌。他也曾参加1992年夏季奥林匹克运动会。